# Andrea Camplone
Andrea Camplone (Pescara, 27 luglio 1966) è un allenatore di calcio ed ex calciatore italiano, di ruolo difensore.

## Carriera

### Giocatore

Camplone al Perugia nella stagione 1994-1995

Dopo le giovanili nel Pescara, la squadra della sua città, milita per ben nove stagioni nella formazione abruzzese, di cui due in Serie A per un totale di 52 presenze nella massima serie. Disputa coi biancazzurri, fra l'altro da titolare, il campionato di Serie A 1987-1988, l'unico in cui il Pescara è riuscito a mantenere la massima categoria.
Dopo aver contribuito nella stagione 1991-1992 alla promozione degli abruzzesi in Serie A, passa al Perugia, in Serie C1, dove centra due promozioni consecutive in B (la prima delle quali però annullata per illecito), e nella stagione 1995-1996 contribuisce con 32 presenze e una rete al ritorno in A degli umbri dopo quindici anni, centrando la sua terza promozione in massima serie. Passa quindi all'Ancona dove rimane per due stagioni (con una promozione in B nella prima e una retrocessione in C1 nella seconda), per poi chiudere la carriera al Gubbio.

### Allenatore
Nella stagione 2002-2003 inizia la carriera da allenatore in Eccellenza, nel Penne. Dopo una parentesi con l'Alba Adriatica, torna a Penne nell'annata 2004-2005, sempre in Eccellenza, vincendo i play-off e ottenendo la promozione in Serie D. Per la stagione 2006-2007 va al Lanciano, in Serie C1. L'annata in Abruzzo è molto turbolenta: Camplone ha il sostegno della tifoseria ma non quello della società, che a febbraio del 2007 lo esonera a seguito di una sconfitta interna con il Ravenna; ad aprile, con il Lanciano in zona play-out, Camplone viene richiamato in panchina, traghettando la squadra alla salvezza. A fine stagione, non viene riconfermato dal club abruzzese.
Nel 2007-2008 inizia la stagione con il Pescara, ma lascia l'incarico prima dell'inizio del campionato per via di una situazione societaria poco chiara nonché delle pressioni di parte della tifoseria. A ottobre viene chiamato alla guida del Martina, sempre in C1, dimettendosi il 18 febbraio 2008 con la compagine pugliese all'ultimo posto in classifica. Nella stagione 2008-2009 è quindi il tecnico della Cavese. Il 9 dicembre 2009 viene ingaggiato dal Benevento, sostituendo l'esonerato Leonardo Acori. L'11 aprile 2010, dopo il pareggio esterno contro il Figline e a seguito dei risultati negativi ottenuti, viene sollevato dall'incarico. Nel 2010-2011 viene richiamato ad allenare il Lanciano, che guida fino al termine della stagione.
Il 12 novembre 2012 viene ingaggiato dal Perugia, in sostituzione di Pierfrancesco Battistini; partendo da una posizione di metà classifica, porta il club umbro alla qualificazione ai play-off dove viene sconfitto in semifinale dal Pisa. Dopo la mancata promozione, l'11 giugno 2013 viene sollevato dalla guida dei grifoni, salvo poi essere richiamato sulla panchina biancorossa due mesi più tardi, prima dell'inizio del nuovo torneo. Stavolta Camplone guida la squadra alla vittoria del campionato, bissando quel successo già ottenuto a Perugia da giocatore vent'anni prima, e riportando gli umbri in Serie B dopo nove anni; a fine stagione, arriva anche la vittoria nella Supercoppa di Prima Divisione sull'Entella. Al termine del successivo torneo cadetto, dopo aver centrato i play-off ma non la promozione, la società umbra decide di esonerarlo.
Il 31 dicembre 2015 viene ingaggiato dal Bari, in Serie B, in sostituzione di Davide Nicola; sotto la sua guida la squadra raggiunge il quinto posto in campionato, conquistando i play-off poi persi per 3-4 al turno preliminare, dopo i supplementari, contro il Novara. Lascia la società pugliese al termine della stagione. Il 31 ottobre 2016 subentra a Massimo Drago alla guida del Cesena, sempre tra i cadetti. Il 18 gennaio 2017, espugnando 2-1 il campo del Sassuolo, riesce a portare i romagnoli ai quarti di finale di Coppa Italia; in campionato chiude al tredicesimo posto. All'inizio dell'annata seguente, il 30 settembre 2017 viene esonerato dopo la sconfitta per 5-2 contro la Pro Vercelli.
Inizia la stagione 2019-2020 al Catania, in Serie C; la permanenza con gli etnei dura tuttavia lo spazio di pochi mesi, in quanto il 21 ottobre 2019, dopo aver perso per 5-0 con la Vibonese, e con la squadra rossazzurra relegata a centro classifica, viene esonerato.
Il 19 ottobre 2020 subentra ad Alessandro Potenza sulla panchina dell'Arezzo, in Serie C. L'avventura sulla panchina toscana è tuttavia di breve durata, venendo esonerato il 17 gennaio 2021 per via degli scarsi risultati.

## Statistiche

### Statistiche da allenatore
Statistiche aggiornate al 17 gennaio 2021.
| Stagione            | Squadra         | Campionato      | Campionato | Campionato | Campionato | Campionato | Coppe nazionali | Coppe nazionali | Coppe nazionali | Coppe nazionali | Coppe nazionali | Coppe continentali | Coppe continentali | Coppe continentali | Coppe continentali | Coppe continentali | Altre coppe | Altre coppe | Altre coppe | Altre coppe | Altre coppe | Totale | Totale | Totale | Totale | % Vittorie | Piazzamento      |
| Stagione            | Squadra         | Comp            | G          | V          | N          | P          | Comp            | G               | V               | N               | P               | Comp               | G                  | V                  | N                  | P                  | Comp        | G           | V           | N           | P           | G      | V      | N      | P      | %          | Piazzamento      |
| ------------------- | --------------- | --------------- | ---------- | ---------- | ---------- | ---------- | --------------- | --------------- | --------------- | --------------- | --------------- | ------------------ | ------------------ | ------------------ | ------------------ | ------------------ | ----------- | ----------- | ----------- | ----------- | ----------- | ------ | ------ | ------ | ------ | ---------- | ---------------- |
| 2002-2003           | Penne           | Ecc.            | 34         | 12         | 13         | 9          | CI-Ecc.         | -               | -               | -               | -               | -                  | -                  | -                  | -                  | -                  | -           | -           | -           | -           | -           | 34     | 12     | 13     | 9      | 35,29      | 7º               |
| 2003-2004           | Alba Adriatica  | Ecc.            | 34         | 11         | 11         | 12         | CI-Ecc.         | -               | -               | -               | -               | -                  | -                  | -                  | -                  | -                  | -           | -           | -           | -           | -           | 34     | 11     | 11     | 12     | 32,35      | 11º              |
| 2004-2005           | Penne           | Ecc.            | 34+6       | 18+5       | 10+1       | 6          | CI-Ecc.         | -               | -               | -               | -               | -                  | -                  | -                  | -                  | -                  | -           | -           | -           | -           | -           | 40     | 23     | 11     | 6      | 57,50      | 3º (prom.)       |
| 2005-2006           | Penne           | D               | 34+1       | 14         | 12         | 8+1        | CI-D            | 4               | 1               | 2               | 1               | -                  | -                  | -                  | -                  | -                  | -           | -           | -           | -           | -           | 39     | 15     | 14     | 10     | 38,46      | 5º               |
| Totale Penne        | Totale Penne    | Totale Penne    | 109        | 49         | 36         | 24         |                 | 4               | 1               | 2               | 1               |                    |                    |                    |                    |                    |             |             |             |             |             | 113    | 50     | 38     | 25     | 44,25      |                  |
| 2006-2007           | Lanciano        | C1              | 25         | 6          | 9          | 10         | CI-C            | 4               | 1               | 2               | 1               | -                  | -                  | -                  | -                  | -                  | -           | -           | -           | -           | -           | 29     | 7      | 11     | 11     | 24,14      | Eson., Sub., 12º |
| lug.-ago. 2007      | Pescara         | C1              | -          | -          | -          | -          | CI-C            | -               | -               | -               | -               | -                  | -                  | -                  | -                  | -                  | -           | -           | -           | -           | -           | 0      | 0      | 0      | 0      | —          | Dimiss.          |
| ott. 2007-feb. 2008 | Martina         | C1              | 16         | 2          | 3          | 11         | CI-C            | 4               | 0               | 3               | 1               | -                  | -                  | -                  | -                  | -                  | -           | -           | -           | -           | -           | 20     | 2      | 6      | 12     | 10,00      | Sub., Eson.      |
| 2008-2009           | Cavese          | 1D              | 34         | 14         | 11         | 9          | CI+CI-LP        | 2+2             | 1+1             | 0+1             | 1+0             | -                  | -                  | -                  | -                  | -                  | -           | -           | -           | -           | -           | 38     | 16     | 12     | 10     | 42,11      | 6º               |
| dic. 2009-apr. 2010 | Benevento       | 1D              | 14         | 5          | 5          | 4          | CI+CI-LP        | -               | -               | -               | -               | -                  | -                  | -                  | -                  | -                  | -           | -           | -           | -           | -           | 14     | 5      | 5      | 4      | 35,71      | Sub., Eson.      |
| 2010-2011           | Virtus Lanciano | 1D              | 34         | 9          | 17         | 8          | CI-LP           | 2               | 1               | 0               | 1               | -                  | -                  | -                  | -                  | -                  | -           | -           | -           | -           | -           | 36     | 10     | 17     | 9      | 27,78      | 7º               |
| Totale Lanciano     | Totale Lanciano | Totale Lanciano | 59         | 15         | 26         | 18         |                 | 6               | 2               | 2               | 2               |                    |                    |                    |                    |                    |             |             |             |             |             | 65     | 17     | 28     | 20     | 26,15      |                  |
| nov. 2012-2013      | Perugia         | 1D              | 20+2       | 14         | 3+1        | 3+1        | CI+CI-LP        | -               | -               | -               | -               | -                  | -                  | -                  | -                  | -                  | -           | -           | -           | -           | -           | 22     | 14     | 4      | 4      | 63,64      | Sub., 2º         |
| 2013-2014           | Perugia         | 1D              | 32         | 19         | 9          | 4          | CI+CI-LP        | 1+4             | 0+3             | 0+0             | 1+1             | -                  | -                  | -                  | -                  | -                  | SdL-1D      | 2           | 1           | 1           | 0           | 39     | 23     | 10     | 6      | 58,97      | 1º (prom.)       |
| 2014-2015           | Perugia         | B               | 42+1       | 16         | 18         | 8+1        | CI              | 3               | 2               | 0               | 1               | -                  | -                  | -                  | -                  | -                  | -           | -           | -           | -           | -           | 46     | 18     | 18     | 10     | 39,13      | 6º               |
| Totale Perugia      | Totale Perugia  | Totale Perugia  | 97         | 49         | 31         | 17         |                 | 8               | 5               | 0               | 3               |                    |                    |                    |                    |                    |             | 2           | 1           | 1           | 0           | 107    | 55     | 32     | 20     | 51,40      |                  |
| dic. 2015-2016      | Bari            | B               | 21+1       | 9          | 6          | 6+1        | CI              | -               | -               | -               | -               | -                  | -                  | -                  | -                  | -                  | -           | -           | -           | -           | -           | 22     | 9      | 6      | 7      | 40,91      | Sub., 5º         |
| ott. 2016-2017      | Cesena          | B               | 30         | 11         | 10         | 9          | CI              | 3               | 2               | 0               | 1               | -                  | -                  | -                  | -                  | -                  | -           | -           | -           | -           | -           | 33     | 13     | 10     | 10     | 39,39      | Sub., 13º        |
| lug.-set. 2017      | Cesena          | B               | 7          | 1          | 1          | 5          | CI              | 2               | 1               | 0               | 1               | -                  | -                  | -                  | -                  | -                  | -           | -           | -           | -           | -           | 9      | 2      | 1      | 6      | 22,22      | Eson.            |
| Totale Cesena       | Totale Cesena   | Totale Cesena   | 37         | 12         | 11         | 14         |                 | 5               | 3               | 0               | 2               |                    |                    |                    |                    |                    |             |             |             |             |             | 42     | 15     | 11     | 16     | 35,71      |                  |
| lug.-ott. 2019      | Catania         | C               | 10         | 5          | 0          | 5          | CI+CI-C         | 2+0             | 1+0             | 0+0             | 1+0             | -                  | -                  | -                  | -                  | -                  | -           | -           | -           | -           | -           | 12     | 6      | 0      | 6      | 50,00      | Sub., Eson.      |
| ott. 2020-gen. 2021 | Arezzo          | C               | 14         | 1          | 6          | 7          | CI              | -               | -               | -               | -               | -                  | -                  | -                  | -                  | -                  | -           | -           | -           | -           | -           | 14     | 1      | 6      | 7      | &7,14      | Sub., Eson.      |
| Totale carriera     | Totale carriera | Totale carriera | 446        | 172        | 146        | 128        |                 | 33              | 14              | 8               | 11              |                    | -                  | -                  | -                  | -                  |             | 2           | 1           | 1           | 0           | 481    | 187    | 155    | 139    | 38,88      |                  |

## Palmarès

### Giocatore
- Campionato italiano di Serie B: 1

Pescara: 1986-1987
- Campionato italiano Serie C1: 1

Perugia: 1993-1994 (girone B)

### Allenatore
- Campionato italiano di Lega Pro Prima Divisione: 1

Perugia: 2013-2014 (girone B)
- Supercoppa di Lega di Prima Divisione: 1

Perugia: 2014